# Miabi
Miabi est une localité, chef-lieu du territoire éponyme  de la province du Kasai-Oriental en république démocratique du Congo.  

## Géographie
Elle est située sur la route RS 818 à 30 km au sud-ouest du chef-lieu provincial Mbuji-Mayi.

## Histoire
En juin 2013, la localité se voit conférer le statut de ville ou cité, constituée de deux communes : Miabi, Lukunza et Nyinyiki. Ce statut ne sera pas maintenu lors de la réforme administrative mise en place en 2015.

## Administration
Chef-lieu territorial de 10 375 électeurs recensés en 2018, la localité a le statut de commune rurale de moins de 80 000 électeurs, elle compte 7 conseillers municipaux en 2019.

## Population
Le dernier recensement de la population date de 1984,.
| 1984 | 2004   | 2012   |
| ---- | ------ | ------ |
| -    | 46 167 | 58 291 |

## Autre signification
Miabi est un mot tshiluba (langue parlée par les Balubas, groupe ethnique du Kasaï et Shaba) au Kasai-Oriental, qui est la forme plurielle de 'muabi, un arbre à feuillage gris clair et tronc blanc que l'on trouve typiquement dans la région actuelle de Miabi. Dans la tradition, cet arbre était utilisé pour la bénédiction d'une femme ou d'un homme (on plantait l'arbre accompagné de certaines cérémonies de bénédiction à l'occasion). Juste pour confirmer la signification du Mot Miabi. Il y a une expression en tshiluba "Wa diesa wa muabi"pour signifier une personne non bénie, une personne dont toute entreprise dont il entreprend n'est pas fructueuse.